# Samuel Roukin
Samuel Roukin (Southport, 15 agosto 1980) è un attore britannico.

## Biografia
Dopo una breve esperienza in campo televisivo, debutta sul grande schermo sotto la regia di Mike Leigh in La felicità porta fortuna - Happy-Go-Lucky nel 2008 e subito dopo, nello stesso anno, partecipa al cortometraggio The End. L'anno dopo, nel 2009, ottiene due parti minori in Bright Star di Jane Campion e in Solomon Kane.

## Filmografia
- Housewife, 49, regia di Gavin Millar – film TV (2006)
- Io, Jane Austen, regia di Jeremy Lovering – film TV (2008)
- Love You More, regia di Sam Taylor-Wood – cortometraggio (2008)
- La felicità porta fortuna - Happy Go Lucky, regia di Mike Leigh (2008)
- The End, regia di Eduardo Chapero-Jackson – cortometraggio (2008)
- Bright Star, regia di Jane Campion (2009)
- Suspended Animation, regia di Billy Lumby – cortometraggio (2009)
- Solomon Kane, regia di Michael J. Bassett (2009)
- DCI Banks: Aftermath – serie TV, 2 episodi (2010)
- Harry Potter e i Doni della Morte - Parte 1, regia di David Yates (2010)
- Una sposa in affitto, regia di Sheree Folkson (2011)
- Appropriate Adult, regia di Julian Jarrold – film TV (2011)
- Turn: Washington's Spies – serie TV, 40 episodi (2014-2017)
- Le spie di Churchill (A Call to Spy), regia di Lydia Dean Pilcher (2019)
- Secret Level – serie animata, episodio 1x07 (2024)

## Doppiatori italiani
Nelle versioni in italiano delle opere in cui ha recitato, Samuel Roukin è stato doppiato da:
- Gabriele Sabatini in Bright Star
- Marco Giansante in Agents of S.H.I.E.L.D.

Da doppiatore è stato sostituito da:
- Ruggero Andreozzi in Call of Duty: Modern Warfare II, ''Call of Duty: Modern Warfare III
- Gabriele Sabatini in Secret Level